# Dojo Toolkit
Dojo Toolkit is een opensource JavaScript-toolkit ontwikkeld voor JavaScript/Ajax-based applicaties en websites. Het project is gestart door Alex Russell, Dylan Schiemann en David Schontzler in 2004. Browsers die de huidige versie (1.14) toolkit ondersteunen zijn: Internet Explorer, Mozilla Firefox, Safari, Opera en Google Chrome. Ondertussen wordt ook iOS en Android ondersteund.

## Dojo-onderdelen
De Dojo-toolkit is onder te verdelen in drie aparte namespaces:
- Dojo (core): dit gedeelte bevat de basisfunctionaliteiten.
- Dijit: dit is de namespace voor visuele componenten/widgets zoals invoervelden, maar ook lay-out-componenten zoals accordeoncontainer e.d.
- Dojox: in dit gedeelte zijn experimentele dijits geplaatst.

## Developing Dojo
Voor veel IDEs zijn Dojo-plugins beschikbaar, zoals Netbeans of Eclipse.

### Dijit-widgetsysteem
Het hart van de Dojo Toolkit bestaat uit Dojo-widgets, dijits genoemd. Dijits zijn voorgeprogrammeerde JavaScript-componenten bedoeld om op bijvoorbeeld een website te plaatsen. De Dijits zijn gebouwd op de Dojo( core)-namespace. Enkele dijits zijn:
- Menu's, tabbladen en tooltips
- Tabellen en dynamische grafieken
- Geanimeerde effecten zoals het faden van componenten
- Automatische validatie van inputvelden
- Kalender gebaseerde date-inputs

Custom dijits kunnen ook gemaakt worden om zo aan de wensen van de ontwikkelaar te voldoen. Ook kunnen bestaande widgets door middel van overerving uitgebreid worden met extra functies en methodes.

### D.O.H.
Vanaf Dojo 0.9 wordt er in de Dojo-toolkit een unittestplatform meegeleverd: de Dojo Objective Harness (D.O.H.). Dit maakt het voor ontwikkelaars makkelijk om Dijits afzonderlijk geautomatiseerd te testen. De D.O.H. kan afhankelijk van de keuze van de ontwikkelaar zowel in een browser als in het command-prompt gedraaid worden. Enkele standaardfuncties van D.O.H. zijn:
- doh.assertTrue(Expression);
- doh.assertFalse(Expression);
- doh.assertEqual("Expected", Expression);

Bij het gebruik van D.O.H. in Mozilla Firefox moet er rekening mee gehouden worden dat er geen lokaal JavaScript gedraaid kan worden alvorens de about:config aangepast te hebben.

## Dojo Foundation en sponsors
De Dojo Foundation is een non-profitorganisatie opgericht om open-sourceprojecten te ondersteunen.
Sponsors en leden van deze groep zijn:
- IBM
- Sun Microsystems
- SitePen
- TurboAjax